# Zabawy z piłką
Zabawy z piłką (ang. Dodgeball: A True Underdog Story) – amerykańsko-niemiecka komedia sportowa z 2004 roku w reżyserii Rawsona Marshalla Thurbera.

## Obsada
- Vince Vaughn – Peter La Fleur
- Christine Taylor – Kate Veatch
- Ben Stiller – White Goodman
- Rip Torn – Patches O’Houlihan
- Justin Long – Justin
- Stephen Root – Gordon
- Chris Williams – Dwight
- Alan Tudyk – Pirat Steve
- Missi Pyle – Fran
- Chuck Norris – jako Chuck Norris

## Nagrody i wyróżnienia
- MTV Movie Awards 2005
  - Ben Stiller – najlepszy czarny charakter
  - Ben Stiller – najlepszy występ komediowy (nominacja)